# 돗토리정
돗토리정(일본어: 鳥取町)은 일본 홋카이도 구시로군에 설치되었던 정이다. 현재의 구시로시에 해당한다.